# Charles H. Graves

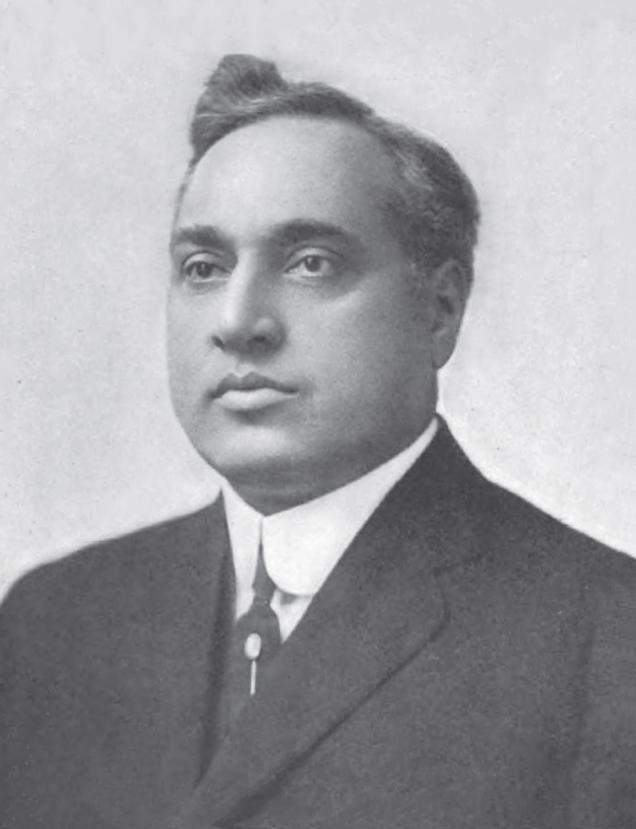
Charles H. Graves (um 1912)

Charles Henry Graves (* 24. Juni 1872 im Clay Township, Ohio; † 15. August 1940 in Toledo, Ohio) war ein US-amerikanischer Jurist, Bankier und Politiker (Demokratische Partei). Er war von 1911 bis 1915 Secretary of State von Ohio.

## Werdegang
Charles Henry Graves, Sohn von Mary Joseph und John Henry Graves, wurde ungefähr sieben Jahre nach dem Ende des Bürgerkrieges im Ottawa County geboren. Sein Vater wanderte aus dem Gebiet des Deutschen Reiches ein. Graves besuchte öffentliche Schulen in Oak Harbor (Ohio) und graduierte 1889 an der Oak Harbor High School. Danach war er zwei Jahre lang als Lehrer tätig. Graves besuchte dann die University of Michigan Law School in Ann Arbor, wo er 1893 seinen Abschluss machte. Er hat zuvor in Oak Harbor Jura studiert. Seine Zulassung als Anwalt erhielt er 1893 in Columbus (Ohio) und begann dann in Oak Harbor zu praktizieren.
Graves heiratete am 2. September 1896 Emma B. Mylander aus Oak Harbor. Das Paar hatte zwei Söhne.
Graves ging einer Beschäftigung als City Solicitor in Oak Harbor nach. Er wurde 1900 und 1903 jeweils für eine dreijährige Amtszeit zum Staatsanwalt (Prosecuting Attorney) vom Ottawa County gewählt und wiedergewählt. Während dieser Zeit war er 1903 ein Mitbegründer der First National Bank of Oak Harbor und Präsident des Instituts, bis er nach seiner Wahl zum Secretary of State nach Columbus zog.
1909 hatte er den Vorsitz bei dem Ottawa County Democratic Central Committee und dem Executive Committee. Graves wurde 1910 zum Secretary of State gewählt und 1912 wiedergewählt. Nach dem Ende seiner Amtszeit zog er nach Toledo (Ohio), wo er eine Anwaltspraxis mit Scott Stahl betrieb. 1933 ernannte man Graves zum Steuereinnehmer (collector of internal revenue) in Toledo. Am 8. Juli 1939 heiratete er in Port Clinton seine zweite Ehefrau Irene. Er verstarb am 15. August 1940 im St. Vincent’s Hospital in Toledo nach einer Operation wegen Gallensteinen.
Graves gehörte den Freimaurern an.